# Ceratophrys
Genre
Synonymes
- Phrynocerus Rafinesque, 1815
- Stombus Gravenhorst, 1825
- Phrynoceros Tschudi, 1838
- Trigonophrys Hallowell, 1857

Ceratophrys est un genre d'amphibiens de la famille des Ceratophryidae. Une caractéristique remarquable sont les pointes en forme de corne au-dessus de chaque œil, particulièrement prononcée chez Ceratophrys cornuta et Ceratophrys aurita. 

## Répartition
Les huit espèces de ce genre se rencontrent en Amérique du Sud tropicale.

## Liste des espèces
Selon Amphibian Species of the World (11 juin 2017) :
- Ceratophrys aurita (Raddi, 1823)
- Ceratophrys calcarata Boulenger, 1890
- Ceratophrys cornuta (Linnaeus, 1758) - Crapaud cornu du Brésil
- Ceratophrys cranwelli Barrio, 1980 - Grenouille cornue de Cranwell
- Ceratophrys joazeirensis Mercadal de Barrio, 1986
- Ceratophrys ornata (Bell, 1843) - Grenouille cornue de Bell, Grenouille cornue d'Argentine ou Grenouille cornue ornée
- Ceratophrys stolzmanni Steindachner, 1882
- Ceratophrys testudo Andersson, 1945

## Publication originale
- Wied-Neuwied, 1824 : Verzeichniss der Amphibien, welche im zweyten Bande der Naturgeschichte Brasiliens vom Prinz Max von Neuwied werden beschrieben werden. Isis von Oken, vol. 14, p. 661-673 (texte intégral).